# Daphnia longispina
Daphnia longispina O.F. Müller, 1776 – gatunek wioślarki z rodzaju Daphnia (podrodzaju Daphnia s. str.), należący do rodziny Daphniidae.
Karapaks stawonogów tego gatunku jest słabo prześwitujący, o barwie żółtawej, zielonkawej do szarobrązowej. Męskie osobniki mają od 1,1 do 1,8 mm, natomiast żeńskie od 1,0 do 2,5 mm.
Występuje w różnych typach zbiorników. Formy longispina i rosea zwykle występują w mniejszych zbiornikach wodnych, podczas gdy forma hyalina w większych.
Przez ponad stulecie uważano Daphnia longispina compleks za grupę obejmującą kilka gatunków, które uważano za spokrewnione. Do grupy tej zaliczano D. hyalina, D. longispina (sensu stricto), D. rosea i D. zschokkei. Mimo różnic morfologicznych, między tymi gatunkami dochodzi do krzyżowania i powstawania form morfologicznie pośrednich, co było podstawą do łączenia ich w kompleks (grupę) o nazwie Daphnia longispina complex. Badania mtDNA wskazują jednak na brak istotnych różnic genetycznych pomiędzy tymi gatunkami i sugerują, że np. formy hyalina i rosea wyewoluowały niezależnie od siebie w kilku liniach wewnątrz szerzej ujętego gatunku. W związku z tym, w wyniku najnowszych badań, formy: hyalina, zschokkei i rosea zostały włączone do Daphnia longispina. Od Daphnia longispina wzięła również nazwę większa grupa rozwielitek z podrodzaju Daphnia (Daphnia), które nie były zaliczane do opisanego powyżej kompleksu (Daphnia longispina complex). Do grupy Daphnia longispina (popularnie zwanej grupą  longispina), zalicza się następujące gatunki: D. cristata, D. cucullata, D. curvirostris, D. galeata galeata, D. galeata mendotae, D.  lacustris, D. laevis, D. longiremis, D. longispina, D. thorata i D. umbra. Grupą siostrzaną Daphnia longispina jest Daphnia pulex (od jej przedstawicielki – D. pulex, popularnie zwaną grupą pulex).